# Aberto do País de Gales de Snooker
O Welsh Open é um torneio de snooker profissional. Realizado anualmente no País de Gales desde sua criação, em 1992, é um dos grandes torneios que contam para os rankings mundiais de snooker. Substituiu o anterior Welsh Professional Championship, que decorria desde 1980 e que só era disputado por jogadores do País de Gales.
O atual campeão do torneio é o inglês Robert Milkins.

## Visão geral

### História
O torneio acontece desde 1992 e sempre fez parte do calendário de eventos do ranking. A primeira edição, em 1992, foi realizada em fevereiro, após o Masters, mas depois conquistou o lugar do Classic no calendário, que foi descontinuado, em janeiro.
Mark Williams foi o único jogador galês a vencer o campeonato (em 1996 e 1999). O escocês John Higgins detém o recorde de mais vitórias, com cinco títulos do Welsh Open, seguido de perto pelo inglês Ronnie O'Sullivan, com quatro títulos, e pelo escocês Stephen Hendry, que venceu o torneio três vezes.
Houve sete breaks máximos na história do torneio. O primeiro foi feito por Ronnie O'Sullivan em 1999 contra James Wattana. O segundo aconteceu na fase de qualificação do evento de 2000 por Barry Pinches contra Joe Johnson. O terceiro foi feito por Andrew Higginson em 2007 contra Ali Carter. O quarto break de 147 pontos foi feito em 2011 por Hendry contra Stephen Maguire. O quinto foi realizado por O'Sullivan em 2014 contra o Ding Junhui. Ding Junhui fez o sexto nas quartas de final do torneio de 2016, contra Neil Robertson. O break máximo mais recente foi feito por Neil Robertson na primeira rodada do evento de 2019 contra Jordan Brown.
No Welsh Open de 1996, o inglês Paul Hunter, na ocasião com 17 anos e 111 dias, tornou-se o jogador mais jovem em um semifinal de um torneio do ranking.

### Patrocínio
O evento foi patrocinado pela Regal de 1992 até 2003 (conhecido como Regal Welsh Open), ocasião em que as restrições quanto à publicidade do tabaco no Reino Unido significaram o fim da parceria, deixando o torneio sem sem patrocinador até 2009. O torneio foi patrocinado pela Totesport.com em 2010, pela Wyldecrest Park Homes em 2011, pela 888真人 em 2012, e pela BetVictor de 2013 a 2016. Em 2017, o torneio foi patrocinado pela Coral, e desde 2018, o patrocínio é da ManBetX.

### Local de disputa
Assim como o Welsh Professional Championship, o torneio foi disputado no Newport Centre em Newport, mas acabou sendo transferido para a Cardiff International Arena em Cardiff em 1999. Retornou para Newport em 2005, onde manteve-se até 2014. Em janeiro de 2014, o presidente da World Snooker Barry Hearn anunciou que o torneio de 2014 seria o último realizado em Newport. Em junho de 2014, foi anunciado que o evento a partir de 2015 seria realizado na Motorpoint Arena em Cardiff.

### Premiação
Atualmente, a premiação total do evento é de 427 mil libras esterlinas, divididos da seguinte forma:
| Posição                                | Prêmio                    |
| -------------------------------------- | ------------------------- |
| Campeão                                | 080 000 libras esterlinas |
| Vice-campeão                           | 035 000 libras esterlinas |
| 3–4 (perdedores das semifinais)        | 017 500 libras esterlinas |
| 5–8 (perdedores das quartas de final)  | 011 000 libras esterlinas |
| 9–16 (perdedores das oitavas de final) | 007 500 libras esterlinas |
| 17–32 (últimos 32)                     | 004 500 libras esterlinas |
| 33–64 (últimos 64)                     | 003 000 libras esterlinas |
| 65–128 (últimos 128)                   | 00000 0 libras esterlinas |
| Maior break                            | 005 000 libras esterlinas |
| Total                                  | 427 000 libras esterlinas |

## Edições
| Ano  | Campeão           | Vice-campeão      | Placar | Local                               | Temporada | Ref.                      |
| ---- | ----------------- | ----------------- | ------ | ----------------------------------- | --------- | ------------------------- |
| 1992 | Stephen Hendry    | Darren Morgan     | 9–3    | Newport Centre                      | 1991–92   | [ 2 ] [ 3 ] [ 17 ] [ 18 ] |
| 1993 | Ken Doherty       | Alan McManus      | 9–7    | Newport Centre                      | 1992–93   | [ 2 ] [ 3 ] [ 17 ] [ 18 ] |
| 1994 | Steve Davis       | Alan McManus      | 9–6    | Newport Centre                      | 1993–94   | [ 2 ] [ 3 ] [ 17 ] [ 18 ] |
| 1995 | Steve Davis       | John Higgins      | 9–3    | Newport Centre                      | 1994–95   | [ 2 ] [ 3 ] [ 17 ] [ 18 ] |
| 1996 | Mark J. Williams  | John Parrott      | 9–3    | Newport Centre                      | 1995–96   | [ 2 ] [ 3 ] [ 17 ] [ 18 ] |
| 1997 | Stephen Hendry    | Mark King         | 9–2    | Newport Centre                      | 1996–97   | [ 2 ] [ 3 ] [ 17 ] [ 18 ] |
| 1998 | Paul Hunter       | John Higgins      | 9–5    | Newport Centre                      | 1997–97   | [ 2 ] [ 3 ] [ 17 ] [ 18 ] |
| 1999 | Mark J. Williams  | Stephen Hendry    | 9–8    | Cardiff International Arena         | 1998–99   | [ 2 ] [ 3 ] [ 17 ] [ 18 ] |
| 2000 | John Higgins      | Stephen Lee       | 9–8    | Cardiff International Arena         | 1999–2000 | [ 2 ] [ 3 ] [ 17 ] [ 18 ] |
| 2001 | Ken Doherty       | Paul Hunter       | 9–2    | Cardiff International Arena         | 2000–01   | [ 2 ] [ 3 ] [ 17 ] [ 18 ] |
| 2002 | Paul Hunter       | Ken Doherty       | 9–7    | Cardiff International Arena         | 2001–02   | [ 2 ] [ 3 ] [ 17 ] [ 18 ] |
| 2003 | Stephen Hendry    | Mark J. Williams  | 9–5    | Cardiff International Arena         | 2002–03   | [ 2 ] [ 3 ] [ 17 ] [ 18 ] |
| 2004 | Ronnie O’Sullivan | Steve Davis       | 9–8    | Welsh Institute of Sport em Cardiff | 2003–04   | [ 2 ] [ 3 ] [ 17 ] [ 18 ] |
| 2005 | Ronnie O’Sullivan | Stephen Hendry    | 9–8    | Newport Centre                      | 2004–05   | [ 2 ] [ 3 ] [ 17 ] [ 18 ] |
| 2006 | Stephen Lee       | Shaun Murphy      | 9–4    | Newport Centre                      | 2005–06   | [ 2 ] [ 3 ] [ 17 ] [ 18 ] |
| 2007 | Neil Robertson    | Andrew Higginson  | 9–8    | Newport Centre                      | 2006–07   | [ 2 ] [ 3 ] [ 17 ] [ 18 ] |
| 2008 | Mark Selby        | Ronnie O’Sullivan | 9–8    | Newport Centre                      | 2007–08   | [ 2 ] [ 3 ] [ 17 ] [ 18 ] |
| 2009 | Ali Carter        | Joe Swail         | 9–5    | Newport Centre                      | 2008–09   | [ 2 ] [ 3 ] [ 17 ] [ 18 ] |
| 2010 | John Higgins      | Ali Carter        | 9–4    | Newport Centre                      | 2009–10   | [ 2 ] [ 3 ] [ 17 ] [ 18 ] |
| 2011 | John Higgins      | Stephen Maguire   | 9–6    | Newport Centre                      | 2010–11   | [ 2 ] [ 3 ] [ 17 ] [ 18 ] |
| 2012 | Ding Junhui       | Mark Selby        | 9–6    | Newport Centre                      | 2011–12   | [ 19 ]                    |
| 2013 | Stephen Maguire   | Stuart Bingham    | 9–8    | Newport Centre                      | 2012–13   | [ 20 ]                    |
| 2014 | Ronnie O'Sullivan | Ding Junhui       | 9–3    | Newport Centre                      | 2013–14   | [ 21 ]                    |
| 2015 | John Higgins      | Ben Woollaston    | 9–3    | Motorpoint Arena em Cardiff         | 2014–15   | [ 22 ]                    |
| 2016 | Ronnie O'Sullivan | Neil Robertson    | 9–5    | Motorpoint Arena em Cardiff         | 2015–16   | [ 23 ]                    |
| 2017 | Stuart Bingham    | Judd Trump        | 9–8    | Motorpoint Arena em Cardiff         | 2016–17   | [ 24 ]                    |
| 2018 | John Higgins      | Barry Hawkins     | 9–7    | Motorpoint Arena em Cardiff         | 2017–18   | [ 25 ]                    |
| 2019 | Neil Robertson    | Stuart Bingham    | 9–7    | Motorpoint Arena em Cardiff         | 2018–19   | [ 26 ]                    |
| 2020 | Shaun Murphy      | Kyren Wilson      | 9–1    | Motorpoint Arena em Cardiff         | 2019–20   | [ 27 ] [ 28 ] [ 29 ]      |
| 2021 | Jordan Brown      | Ronnie O'Sullivan | 9–8    | Celtic Manor Resort em Newport      | 2020–21   | [ 30 ]                    |
| 2022 | Joe Perry         | Judd Trump        | 9–5    | ICC Wales em Newport                | 2021–22   |                           |
| 2023 | Robert Milkins    | Shaun Murphy      | 9–7    | Venue Cymru em Llandudno            | 2022–23   |                           |